# Castelo de Grizac
O Castelo de Grizac (Château de Grizac) está localizado abaixo da aldeia de mesmo nome, na comuna de Le Pont-de-Montvert, no departamento de Lozère, na região de Occitanie, França. Foi construído em meados do século XIII e ampliado no século XIV. O Papa Urbano V nasceu no castelo em 1310 com o nome de Guillaume de Grimoard. Uma propriedade privada (em janeiro de 2020), a entrada paga fornece acesso aos jardins e edifícios, que inclui uma exposição sobre o Papa Urbano V.